# Saint-Ségal

Saint-Ségal este o comună în departamentul Finistère, Franța. În 1 ianuarie 2022 avea o populație de 1.183 de locuitori.